# 피코/알리소역
피코/알리소 역 (Pico/Aliso)은 로스앤젤레스 군 광역철도의 금선역 중 하나이다. 이 역은 골드 라인 이스트사이드 연장선(Gold Line Eastside Extension)의 일부로 2009년에 개장했다.

## 열차 운행 정보
금선 운행은 오전 5시부터 시작하여 오전 12시 15분까지이다.

## 위치
피코/알리소 역은 로스앤젤레스 동부의 보일 헤이츠(Boyle Heights) 인근 서부에 위치해 있다. 금선에서 로스앤젤레스 강을 가로지르는 첫 번째 역인 피코/알리소 역은 저밀도 주거 및 산업 지역에 있다. US 101을 포함한 샌타애나 프리웨이(Santa Ana Freeway)는 이 지역의 주요 교통 동맥이자 역 관할내의 동쪽 경계선 역할을 한다. 알리소 마을(Aliso Village)은 피코/알리소 역 터 근처에 자리잡고 있었으나 골드라인 연장 개통 전에 철거되었다.

### 대중교통 지향 개발
금선 연장의 목적 중 하나는 전철역 주변의 대중교통 지향 개발을 장려하는 것이다. 피코/알리소 역에서 가장 두드러진 발전 요소로는 역의 북동쪽에 있는 푸에블로델솔(Pueblo del Sol) 공공주택 사업이 있다.

## 역 정보

### 역 구조
| 승강장 | 금선                            | ← 마리아치광장역 Mariachi Plaza ← 애틀랜틱행 (종착점행)                           |
| 승강장 | 섬식 승강장, 왼쪽 출입문이 열림 |                                                                                   |
| 승강장 | 금선                            | → 리들도쿄/예술구역 Little Tokyo / Arts District → APU/시트러스 칼리지행 (기점행) |

피코/알리소 역은 이스트 1번가(East 1st Street)의 중앙부에 2개의 선로가 있는 간단한 섬식 승강장으로 이루어져 있다. 승강장 접근을 위한 두 개의 경사로가 있는데, 하나는 이스트 1번가와 유타 가(Utah Street) 교차로에 있고, 다른 하나는 이스트 1번가와 앤더슨 가(Anderson Street)에 있다.

### 공공 예술
다른 메트로 역들과 마찬가지로 피코/알리소 역도 공공미술품을 포함하고 있다. LACMTA는 이 역을 위한 작품을 만들기 위해 캘리포니아 롱비치의 롭 닐슨(Rob Neilson)을 선택했고, 이 작품은 "About Face"가 되었다.

## 연결 가능한 대중교통
- 메트로 로컬: 30